# アレシャンドリ・オリヴァ

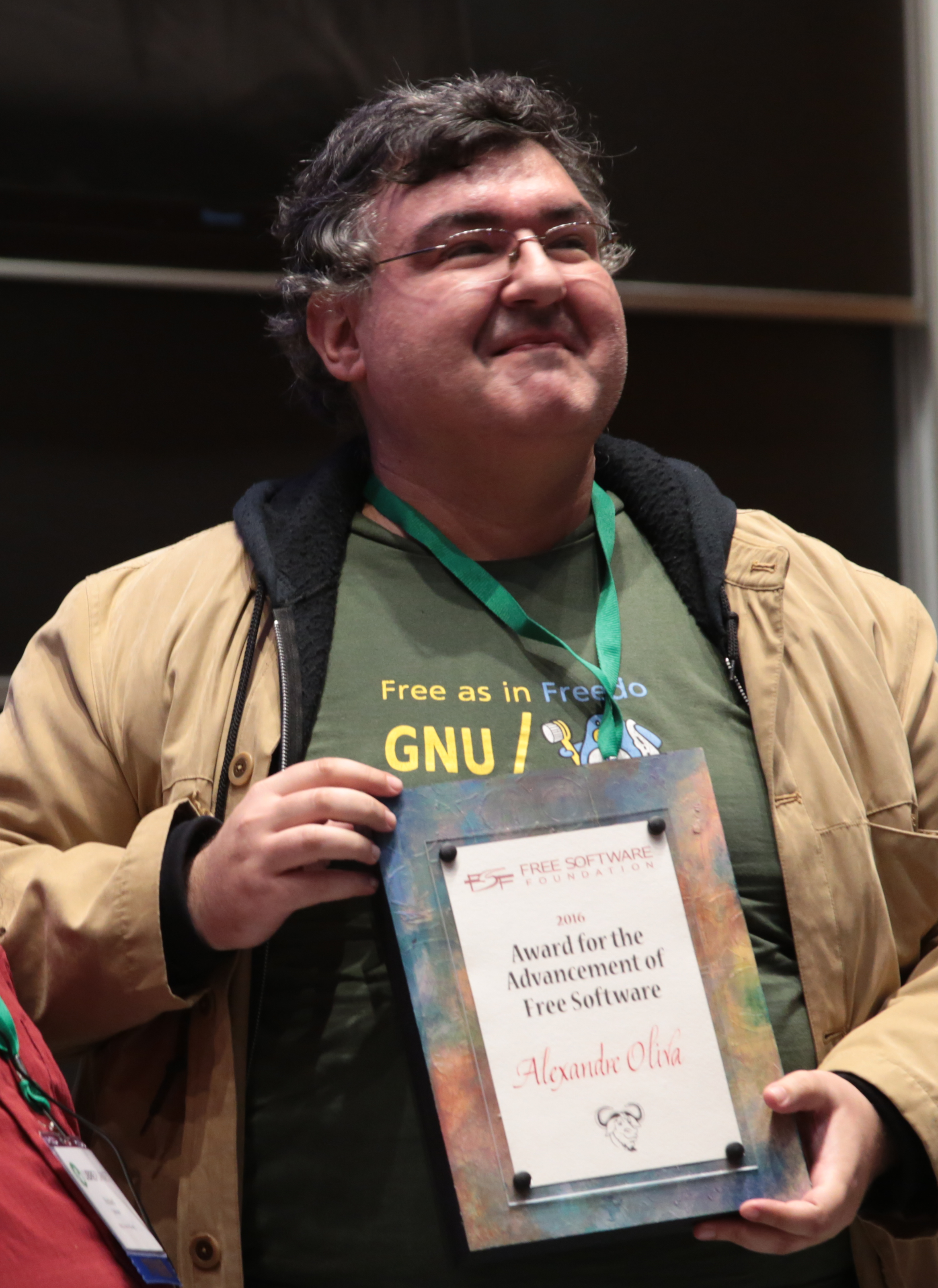
LibrePlanetにて (2017)

アレシャンドリ・オリヴァ（Alexandre "Alex" Oliva）は、自由ソフトウェア運動の活動家、自由ソフトウェア開発者、そしてFree Software Foundation Latin America (FSFLA)の創設メンバーの1人である。彼は現在、ブラジル、カンピーナス州立大学の計算機研究所にてPh.D.の研究活動を一時留保している一方、レッドハットにコンパイラ開発者として勤務しており、GCCへの貢献を行っている。彼は、Linux-libreのメンテナーである。これは、Linuxカーネルからバイナリ・ブロブなどの非自由ソフトウェアソフトウェアコンポーネントを排除した、フォーク版カーネルである。Linux-libre版カーネルは、gNewSense、Trisquel、BLAGなどフリーソフトウェア財団、GNUプロジェクトが推奨するGNU/Linuxディストリビューションに採用されている。
2008年、オリヴァは、MCMなる人物が作成し、児童向けにデジタル著作権管理の危険性を教育する童話、"The Pig and the Box"を、ブラジルポルトガル語に翻訳した"O Porco e a Caixa"を出版した。ブラジル・ポルト・アレグレで開催されたFISLカンファレンス向けに、最終的には10,000部以上が刷られた。
彼はGNU公式の自由ソフトウェアの弁士でもある。